# Anna von Rottauscher
Anna von Rottauscher-Malata (geb. Susanka; * 29. Dezember 1892 in Wien; † 12. Juni 1970 ebenda) war eine österreichische Sinologin, Übersetzerin und Grafikerin. Sie wurde auch Anny Rottauscher genannt und verwendete verschiedene Pseudonyme, u. a. Albert Malata und Paula Rohrer, in Anlehnung an das Pseudonym „Paul Rohrer“ ihres Ehemanns, Alfred Rottauscher von Malata.

## Leben
Anna von Rottauscher begann sich durch Geschenke eines seefahrenden Onkels schon früh für China zu interessieren. Sie absolvierte einen Chinesisch-Kurs an der Konsularakademie bei Leopold Woitsch und studierte Sinologie an der Universität Wien, wo sie nach eigenen Angaben eine langjährige Schülerin von Arthur von Rosthorn war.
Rottauscher machte sich bei der Vermittlung ostasiatischer Literatur in deutscher Sprache verdient. Sie übersetzte Prosa-Meisterwerke alter chinesischer und japanischer Literatur und auch Werke zeitgenössischer Autoren wie Yo Ta Fu (Untergang) und Man Ju (Der wunde Schwan). Ihre Bücher waren gefragt und erschienen teilweise in mehreren Auflagen. Neben chinesischen Romanen, Liebesgeschichten und Novellen waren insbesondere ihre Sammlungen altchinesischer Spruchweisheiten bei Käufern beliebt.
Rottauscher unternahm einige Reisen (u. a. Frankreich, England, Bulgarien, Rumänien, Italien, Lettland und Finnland) und besaß eine umfangreiche Privatbibliothek mit chinesischen Schriften und europäischer China-Literatur. Von 1952 bis 1955 war sie als freie Mitarbeiterin für die Österreichische Nationalbibliothek tätig, in deren Auftrag sie die chinesische Rosthorn-Bibliothek ordnete und katalogisierte.
Als Grafikerin schuf Rottauscher Radierungen mit figuralen Darstellungen im Jugendstil. In ihrer Jugend war sie Mitglied des von 1903 bis 1914 nachweisbaren „Radierklubs Wiener Künstlerinnen“.
Im Alter wandte sich Rottauscher zunehmend ihrem Interessensgebiet Astrologie zu. Herzkrank und im Rollstuhl verbrachte sie ihre letzten Lebensjahre in Heimen. Sie starb 1970 im Alter von 77 Jahren in Wien.

## Publikationen
- Altchinesische Tiergeschichten. Agathon, Wien 1920.
- Wenn ein Blatt sich bewegt, kann auch der Ast erzittern: Gedanken chinesischer Weiser. Hrsg. v. Heinrich Tieck. Scheuermann, Wien 1939; 17. Auflage 1968.
- Ihr gelben Chrysanthemen! Japanische Lebensweisheit. Haiku. Hrsg. v. Heinrich Tieck. Scheuermann, Wien 1939 (Nachdichtungen).
- Zündet man Kerzen an, so erhält man Licht: Weisheiten der alten Chinesen. Hrsg. v. Heinrich Tieck. Scheuermann, Wien 1940.
- Folge deinem Stern: Worte italienischer Dichter. Hrsg. v. Heinrich Tieck. Scheuermann, Wien 1940.
- Der Pantoffel der kleinen Yen-Dschi: Zwei chinesische Novellen aus alter Zeit. Frick, Wien 1940.
- Rotjade und Blütentraum: Ein chinesischer Liebesroman. Frick, Wien 1941.
- Ritter, Dichter, Frauen, Schelme: Ein Querschnitt durch die japanische Vergangenheit. Siebenberg, Wien 1943.
- Die seltsame Hochzeitsfahrt: Zwei chinesische Novellen aus alter Zeit. Mit drei chinesischen Miniaturen. Frick, Wien 1944.
- Yo Ta Fu: Untergang. Roman. Amandus, Wien 1947.
- Man Ju: Der wunde Schwan. Die Aufzeichnungen des Mönchs Man Ju. Roman. Amandus, Wien 1947.
- Irrlicht und Morgenröte: Fünf chinesische Erzählungen. Die Waage, Zürich 1955.
- Die Juwelenpagode: Ein altchinesischer Roman. Die Waage, Zürich 1958.
- mit Heinrich Wallnöfer: Der goldene Schatz der chinesischen Medizin. Schuler, Stuttgart 1959.
- Charakter- und Schicksalsdeutung der Chinesen aus Gesicht und Händen. Turm-Verlag, Bietigheim 1968.